# Універсальна алгебрична геометрія
Універса́льна алгебри́чна геоме́трія (інша назва — алгебрична геометрія над алгебричними системами) — напрям у математиці, який вивчає зв'язки між елементами алгебричної системи, що виражаються мовою алгебричних рівнянь над алгебричними системами. Класична алгебрична геометрія — це конкретний приклад алгебричної геометрії над алгебричними системами для випадку алгебричного поля, в універсальному випадку використовується інструментарій універсальної алгебри для узагальнення класичних результатів.
Розвиток напряму почато в роботах Плоткіна, Баумслага, Харлампович, М'ясникова, Ремесленникова. Відправною точкою стали розробки з алгебричної геометрії над вільною неабелевою групою, згодом змістовні теорії отримано для жорстких розв'язних груп (Романовський), метабелевих груп, частково комутативних груп, виявлено низку результатів над абелевими групами, топологічними групами, гіперболічними групами, алгебрами над кільцями, а також над низкою структур з високим рівнем загальності, такими як напівгрупа, моноїд, напівґратка.
Одна з основних задач напрямку полягає в описі алгебричних множин над вибраною алгебричною системою. Фундаментальна частина теорії — узагальнення результатів побудови геометрії над конкретними видами алгебричних систем та застосування теоретико-модельних інструментів для побудови аналогічних теорій над алгебричними системами будь-якої сигнатури, знаходження спільних конструкцій, що не залежать від конкретних видів многовидів алгебричних систем, підбір властивостей, виражуваних незалежно від видів многовидів і виявлення результатів, спільних для будь-яких систем відповідних властивостей. Один із прикладів такої властивості — нетеровість, раніше розроблена окремо для груп, кілець, модулів, але узагальнювана для довільних алгебричних систем, при цьому для всього класу нетерівських алгебричних систем існує низка алгебрично-геометричних результатів. Крім універсалізації результатів, одним із технічних ефектів підходу є спрощення багатьох доведень внаслідок переходу до теоретико-модельної мови, яка не вимагає використання специфічних властивостей груп, кілець, модулів.